# Alejo González Garaño
Alejo Buenaventura González Garaño e Iturriaga (Montevideo, Uruguay; 11 de agosto de 1833 - Buenos Aires, Argentina; 3 de febrero de 1890) fue un político, abogado y juez de la Suprema Corte de Justicia. Su hijo del mismo nombre Alejo Buenaventura González Garaño Peña  (1877-1943), fue un reconocido historiador y coleccionista.

## Biografía

### Primeros años
Hijo de José María González Garaño, marino, y de la oriental María Dolores Iturriaga Espinosa. Su padre había emigrado a Uruguay después de participar de un alzamiento contra el gobernador Sola, aliado de Juan Manuel de Rosas, en la provincia de Entre Ríos, actuando junto al Coronel de Marina Leonardo Rosales y otros miembros del partido unitario, este alzamiento terminó fracasando. Tuvo 8 hermanos entre ellos, Leonardo González Garaño, médico y primer anestesista preparado con actuación en la ciudad de Buenos Aires.
Alejo estudió en el Colegio Republicano Federal y en el Colegio Republicano Bonaerense, matriculándose en retórica, filosofía y matemáticas. En 1849 ingresó a la Universidad donde se graduó en 1852 a los 18 años de edad. Ingresó a la Academia Teórico-Práctica de Jurisprudencia y en 1856 prestó juramento de abogado.

### Carrera política y judicial
Obtuvo su título de doctor en jurisprudencia y de 1857 a 1858 fue Consejero de la Municipalidad de Buenos Aires. Varias veces diputado provincial, fue vicepresidente de la Cámara de Diputados en los años 1863, 1866 y 1867 y Presidente durante 1868-1969 y 1871-1872.
Miembro del Partido de la Libertad y después del Partido Autonomista de Adolfo Alsina, fue en 1857 municipal por la parroquia de San Nicolás y después Diputado en la Legislatura de la Provincia entre 1860 y 1874, siendo en ese lapso vicepresidente y presidente de la misma en varias ocasiones. Participó en esa condición de varios debates importantes, entre ellos la cuestión de la Capital Federal en 1862 y otros de gran relevancia para el desarrollo de la Provincia durante aquellos años. 
Luego de haber sido sucesivamente juez, vocal de la Cámara de Apelaciones, vocal del Tribunal Superior de Justicia y convencional constituyente, fue designado en 1875 para integrar la primera Suprema Corte de Justicia  de la Provincia de Buenos Aires y presidió el Tribunal en 1877 y en 1881. Compartió el Tribunal, en distintos momentos, con Manuel María Escalada, Sabiniano Kier y Andrés Somellera y Sixto Villegas.
Renunció en 1884 y fue nombrado vocal de la Cámara de Apelaciones en lo Civil de la Capital Federal. En esas funciones se jubiló en el año 1888.
Falleció en Buenos Aires el 3 de febrero de 1890.

### Descendientes
Alejo González Garaño se unió en matrimonio con Celina Peña y Castro en 1874, con la que tuvo cinco hijos, de los cuales sobrevivieron tres:
Alejo Buenaventura González Garaño Peña (1877-1946). Historiador especializado en iconografía argentina, miembro de la Academia Nacional de Historia y de la Academia Nacional de Bellas Artes, entre otras asociaciones. Durante algunos años fue director del Museo Histórico Nacional en Buenos Aires.
Celina Manuela Gumersinda González Garaño Peña (1884-1963). Coleccionista de arte colonial americano. Donó su colección al Museo Hispanoamericano Isaac Fernández Blanco.
Alfredo Francisco Florencio González Garaño Peña (1886-1969). Pintor, coleccionista de arte, miembro, entre otras asociaciones, de la Academia Nacional de Bellas Artes. Legó su colección al Museo Nacional de Bellas Artes, Museo Saavedra, Museo Ricardo Guiraldes de San Antonio de Areco, etc.